# Crystal City Railroad
Die Crystal City Railroad (AAR-reporting mark: CYCY) war eine Bahngesellschaft im US-Bundesstaat Texas, die von 1990 bis 1995 zwei zusammen 85,95 km lange Nebenstrecken südwestlich von San Antonio betrieb.

## Geschichte
Zwischen 1909 und 1911 errichtete die San Antonio, Uvalde and Gulf Railroad (SAU&G) zwei zusammen 193 km lange regelspurige Bahnstrecken von Uvalde südwärts über Crystal City nach Carrizo Springs sowie von Crystal City ostwärts über Gardendale nach Fowlerton. 1956 wurde die SAU&G in die Missouri Pacific Railroad (MP) integriert, die das Unternehmen bereits seit 1925 besaß. Die Strecke von Uvalde nach Carrizo Springs und der Abzweig von Crystal City bis Gardendale wurden 1987 als Rural Rail Transportation District (RRTD) Middle Rio Grande durch die drei Counties Dimmit, La Salle und Zavala übernommen. Die MP führte den Betrieb auf den County-eigenen Strecken zunächst weiter, legte den Abschnitt von Uvalde bis Crystal City jedoch nach Unwetterschäden still.
Das Unternehmen Ironhorse Ressources gründete 1990 die Crystal City Railroad und übernahm anstelle der MP den Güterverkehr auf den südlich und östlich von Crystal City verbliebenen Bahnstrecken des RRTD Middle Rio Grande. Die Betriebsführung erfolgte im Auftrag der Crystal City Railroad durch eine weitere Ironhorse-Ressources-Tochterfirma namens Texas Railroad Switching.
Nachdem der Hauptkunde der Crystal City Railroad, eine Fabrik von Del Monte Foods in Crystal City, seine Bahntransporte beendete, entschied sich das Unternehmen zur Einstellung des Betriebs. Der letzte Güterzug fuhr am 13. Februar 1995. Am 31. Mai 1995 genehmigte die Interstate Commerce Commission die Stilllegung der 82,96 km langen Streckenabschnitte westlich von Milepost 107.0, die am 9. Juli 1995 wirksam wurde. Das 2,99 km lange Streckenstück von Gardendale westwärts bis Milepost 107.0 blieb ohne Nutzung bestehen und wurde 2010 an die Ironhorse-Ressorces-Tochtergesellschaft Gardendale Railroad abgegeben.

## Infrastruktur
Die Crystal City Railroad betrieb die 68,01 km lange, grob in West-Ost-Richtung verlaufende Strecke von Crystal City nach Gardendale, wo eine Verbindung zum Netz der MP bestand, sowie die 17,94 km lange Strecke von Crystal City südwärts nach Carrizo Springs. Eigentümer beider Strecken waren die lokalen Counties.

## Verkehr
Unter Regie der Crystal City Railroad wurde ausschließlich Güterverkehr angeboten. Auf der Strecke zwischen Gardendale und Crystal City wurden vor allem leere Konservendosen, Lebensmittelkonserven und Salz befördert, insgesamt jedoch nur wenige Güterwagen pro Woche. Auf der Zweigstrecke nach Carrizo Springs fanden keine Transporte statt.

## Fahrzeuge
Der Crystal City Railroad und Texas Railroad Switching standen zwei Diesellokomotiven, je eine EMD SW1200 und EMD GP7, zur Verfügung.